# 于克塞科瓦
于克塞科瓦（土耳其語：Yüksekova；：‎；敘利亞語：Gawar，ܓܒܼܪ也可寫作ܓܵܒܼܵܪ）是土耳其的城鎮，位於該國東南部，毗鄰與伊朗接壤的邊境，由哈卡里省負責管轄，海拔高度1,950米，2008年人口107,882，人口密度為每平方公里45人。